# Thomas Son Cha-son
Pour les articles homonymes, voir Saint Thomas et Son.
Thomas Son Cha-son ou Thomas Son Chasuhn (en coréen 손자선 토마스) est un laïc chrétien coréen, catéchiste, martyr et saint catholique, né vers 1836 à Hongsoung dans la province du Chungcheong en Corée, mort décapité pour sa foi le 18 mai 1866 à Gongju, dans le Chungcheong.
Reconnu martyr et béatifié en 1968 par le pape Paul VI, il est solennellement canonisé à Séoul par Jean-Paul II le 6 mai 1984 avec 102 autres martyrs de Corée. 
Saint Thomas Son Cha-son est fêté le 30 mars et le 20 septembre.

## Biographie
Thomas Son Cha-son naît à Hongsoung dans la province du Chungcheong en Corée, vers 1836. Il est issu d'une famille de fervents catholiques, comptant plusieurs martyrs.
Thomas Son est réputé pour sa piété et sa foi. Sa femme aussi est catholique, et ils observent tous les jours les prières du matin et du soir. Sa vie de famille reflète la tradition de foi profonde de sa famille et est elle-même un témoignage de foi.
Pendant la persécution, peu après l'arrestation de l'évêque Antoine Daveluy, les policiers font irruption le 11 mars 1866 dans le village de Thomas Son et pillent les biens des familles catholiques. À la suite des fortes protestations des catholiques, le gouverneur promet des réparations. Thomas Son se rend au bureau du district pour réclamer à propos de sa propriété pillée ; le gouverneur exige qu'il renie Dieu, mais il refuse.
Thomas Son est aussitôt arrêté, fortement torturé, suspendu la tête en bas et sévèrement battu. Beaucoup de déchets sont mis dans sa bouche. Ses blessures sont si graves qu'il est près de mourir ; ses camarades de cellule essayent vainement de l'aider. Thomas leur dit que Jésus et Marie vont guérir ses blessures. Il est guéri quelques jours plus tard.
Le gouverneur de Touksan envoie ensuite Thomas à la prison de Haemi, où il est encore torturé, par torsion et bris de ses jambes. Il est obligé de se mordre, mais ne renie pas sa foi. Le gouverneur l'envoie au gouverneur de Gongju pour le condamner à mort.
Thomas Son n'oublie pas ses prières et le jeûne malgré la prison. Le gouverneur de Kongju le fait battre jusqu'à ce qu'il perde conscience, puis le fait étrangler le 18 mai 1866.

## Canonisation
Thomas Son Cha-son est reconnu martyr par décret du Saint-Siège et ainsi proclamé vénérable en 1968. Il est béatifié (proclamé bienheureux) la même année par le pape Paul VI.
Il est canonisé (proclamé saint) par le pape Jean-Paul II le 6 mai 1984 à Séoul en même temps que 102 autres martyrs de Corée. 
Saint Thomas Son Cha-son est fêté le 30 mars, et le 20 septembre, qui est la date commune de célébration des martyrs de Corée.